# Battaglia di Pavia (271)
La battaglia di Pavia fu combattuta nel 271 tra l'esercito romano guidato dall'imperatore Aureliano e gli Alemanni: lo scontro risultò in una vittoria romana.
La battaglia combattuta a Pavia fu la terza e ultima dello scontro tra Romani e Alemanni a seguito dell'invasione del 271 del territorio romano da parte della popolazione germanica, e pose finalmente fine alla minaccia alemanna di attaccare Roma.

## Antefatto
Gli Alemanni (Iutungi), che si erano trovati di fronte il nuovo imperatore Aureliano, avevano avuto ragione dei propri avversari nella battaglia di Piacenza, in cui avevano sorpreso e sbaragliato le truppe di Aureliano; si erano poi diretti verso sud, verso Roma, passando per l’Aemilia e l’Ager Gallicus, dove però si erano scontrati una seconda volta con Aureliano nella battaglia di Fano, subendo una cocente sconfitta che li aveva costretti alla ritirata.

## Battaglia
Aureliano aveva seguito gli Iutungi in fuga lungo la via Emilia, costringendoli ad una battaglia nei pressi di Ticinum (Pavia). Gli Alemanni, messi in fuga, formarono dei piccoli gruppi, che vennero però tutti distrutti da Aureliano.
La vittoria di Aureliano fu completa, con l'intero esercito alemanno distrutto e il bottino delle loro incursioni recuperato. Per questa vittoria, Aureliano ricevette il titolo di Germanicus Maximus.

## Conclusioni
Ci vorranno venti anni prima che gli Alemanni tornino ad essere un problema per l'impero. Malgrado ciò, lo spavento per l'incursione alemanna, che aveva minacciato la stessa Roma, convinse Aureliano a cingere con le mura che portano il suo nome la capitale dell'impero.